# Buenas migas
Buenas migas (Feast en su título original en inglés) es un cortometraje de animación de 2014 dirigido por Patrick Osborne y producido por Walt Disney Animation Studios. Ha sido ganadora de un Oscar al mejor cortometraje de animación y Premio Annie a la mejor película animada.
El guion fue elaborado por Jim Reardon, Alex Ebert se encargó de producir la Banda sonora, y Joaquin Baldwin de la fotografía.
El uso de la aplicación 1 Second Everyday fue clave en el desarrollo creativo. Osborne utilizó la app durante dos años para grabar un segundo de sus cenas diarias, creando un diario visual que lo inspiró a estructurar la narrativa del film a través de una sucesión de comidas.  

## Argumento
Este corto animado trata una historia de amor entre una mujer y un hombre desde el punto de vista de Winston, el perro de este último. Winston fue adoptado cuando era un cachorro y siempre ha estado acostumbrado a disfrutar de grandes manjares proporcionados por su dueño, hasta que un día éste se enamora de una mujer vegetariana, y a partir de entonces Winston se encontrará en un continuo dilema: su amor por su dueño o por la comida.